# Colletes nigrifrons
Colletes nigrifrons är en biart som beskrevs av Stephen J. Titus 1900. Colletes nigrifrons ingår i släktet sidenbin, och familjen korttungebin. Inga underarter finns listade i Catalogue of Life.

## Bildgalleri

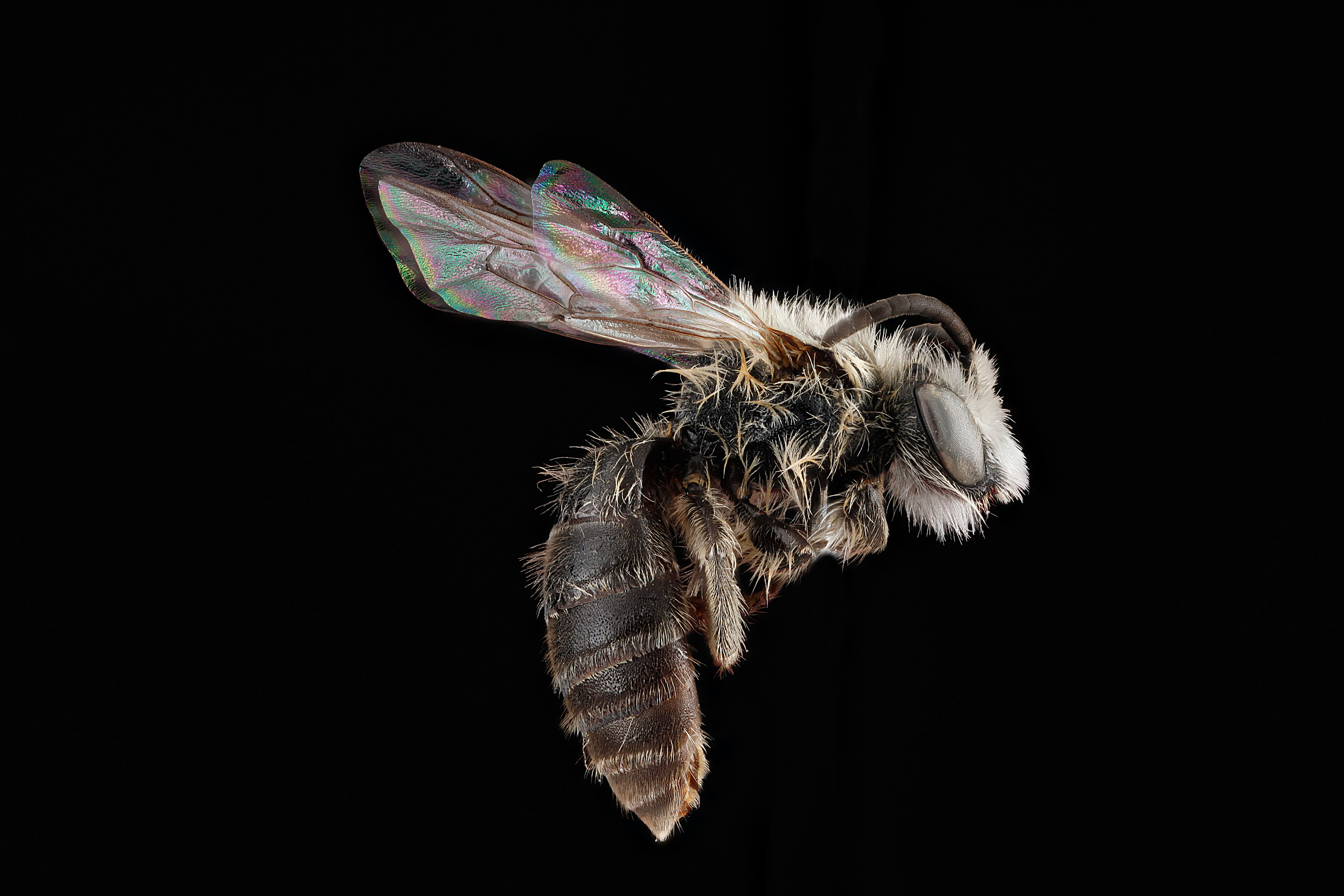